# Xenomnesicles membranaceus
Xenomnesicles membranaceus är en insektsart som beskrevs av Marius Descamps 1974. Xenomnesicles membranaceus ingår i släktet Xenomnesicles och familjen Chorotypidae. Inga underarter finns listade i Catalogue of Life.